# Crataegus scabrida
Crataegus scabrida är en rosväxtart som beskrevs av Charles Sprague Sargent. Crataegus scabrida ingår i Hagtornssläktet som ingår i familjen rosväxter. Utöver nominatformen finns också underarten C. s. scabrida.